# Ankrati
Ankrati (arab. ‏انقراتي‎) – wieś w Syrii, w muhafazie Idlib. W spisie z 2004 roku liczyła 982 mieszkańców.

## Historia
W czasie wojny domowej w Syrii miejscowość znajdowała się pod kontrolą terrorystów. Syria odzyskała kontrolę nad tę okolicą 2 lutego 2020.